# HMS Martin (G44)
HMS Martin (G44) là một tàu khu trục lớp M được Hải quân Hoàng gia Anh Quốc chế tạo vào cuối những năm 1930. Nó đã nhập biên chế và phục vụ trong Chiến tranh Thế giới thứ hai cho đến khi bị đánh chìm bởi ngư lôi phóng từ tàu ngầm U-boat Đức U-431 ngoài khơi Algiers vào ngày 10 tháng 11 năm 1942.

## Thiết kế và chế tạo
Martin được đặt hàng cho xưởng tàu Tyneside của hãng Vickers-Armstrongs ở Newcastle-upon-Tyne, Anh Quốc. Nó được đặt lườn vào ngày 23 tháng 10 năm 1939; được hạ thủy vào ngày 12 tháng 12 năm 1940, và được đưa ra hoạt động năm 1941.

## Lịch sử hoạt động
Martin nằm trong thành phần hộ tống của Hạm đội Nhà trong chuyến đi của Đoàn tàu vận tải PQ 17. Nó khởi hành từ Scapa Flow vào ngày 30 tháng 6, di chuyển ngoài khơi đảo Bear và quay trở về Scapa Flow vào ngày 11 tháng 7.
Martin rời Scapa Flow vào ngày 15 tháng 7 để đi Seidisfjord, và khởi hành từ đây vào ngày 20 tháng 7 cùng với HMS Marne, HMS Middleton và Blankney để đi Archangel, chất đầy tiếp liệu cho các tàu hộ tống và tàu buôn. Chúng đi đến bán đảo Kola vào ngày 24 tháng 7 và đến Archangel vài ngày sau đó. Nó khởi hành từ Archangel vào ngày 14 tháng 8, gia nhập cùng tàu tuần dương hạng nặng Hoa Kỳ USS Tuscaloosa. Sau khi ghé qua bán đảo Kola, nó khởi hành vào ngày 24 tháng 8, cùng với Marne và Onslaught, nó đã đánh chìm chiếc tàu rải mìn Đức Ulm và bắt giữ 54 tù binh. Nó về đến Scapa Flow vào ngày 30 tháng 8, bị hư hại nhẹ do va chạm với chiếc HMS Vidette cùng ngày hôm đó.
Martin khởi hành từ Scapa Flow vào ngày 4 tháng 9 để tham gia hộ tống Đoàn tàu PQ 18, nằm trong thành phần của Lực lượng B, và gia nhập đoàn tàu cùng với tàu tuần dương HMS Scylla và tàu sân bay hộ tống HMS Avenger về phía Tây Nam đảo Jan Meyen vào ngày 9 tháng 9. Đoàn tàu PQ 18 bị không kích dữ dội, bị mất mười tàu do các cuộc tấn công của máy bay ném bom-ngư lôi và hai chiếc khác bởi tàu ngầm U-boat, trong tổng số 40 tàu ban đầu. Đến ngày 16 tháng 9, Martin cùng với Scylla và các tàu khu trục còn lại chuyển sang hộ tống đoàn tàu vận tải PQ 14 đi về hướng Tây. Chúng thoát được không kích, nhưng bị mất ba tàu trong tổng số 15 tàu bởi U-boat, vốn còn đánh chìm thêm hai tàu hộ tống và một tàu chở dầu hạm đội. Martin về đến Scapa Flow vào ngày 27 tháng 9 với những người sống sót của bốn tàu buôn.
Martin được điều động sang đội hộ tống của Lực lượng H tham gia Chiến dịch Torch, cuộc đổ bộ chính của Đồng Minh lên Bắc Phi. Nó khởi hành từ Scapa Flow vào ngày 30 tháng 10 trong thành phần hộ tống cho Lực lượng H, và sau khi được tiếp nhiên liệu tại Gibraltar vào ngày 5 tháng 11, đã gia nhập trở lại Lực lượng H, lực lượng hỗ trợ cho cuộc đổ bộ tại Algiers và Oran vào ngày 8 tháng 11. Nhiệm vụ của Lực lượng H là bảo vệ chống lại các hoạt động của Hạm đội Ý trong quá trình đổ bộ. Martin bị trúng ngư lôi phóng từ tàu ngầm Đức U-431 vào sáng ngày 10 tháng 11; kết quả là nó bị nổ tung và chìm ở tọa độ 37°53′B 003°57′Đ / 37,883°B 3,95°Đ. Bốn sĩ quan và 59 thủy thủ sống sót được chiếc HMS Quentin cứu vớt.